# Leont'eva
L'isola Leont'eva o isola di Leont'ev (in russo: остров Леонтьева, ostrov Leont'eva) è una delle isole Medvež’i, un gruppo di 6 isole nel mare della Siberia orientale, Russia. Amministrativamente appartiene al Nižnekolymskij ulus della Repubblica autonoma di Sacha-Jacuzia.

## Geografia, flora e fauna
L'isola è situata nella parte centrale del gruppo delle Medvež'i, 125 km a nord della foce del fiume Kolyma, 7 km a sud dell'isola Puškarëva; è la seconda isola del gruppo, in ordine di grandezza, dopo la Krestovskij. A sud a 3,3 k, si trova la piccola isola Lysova.
Leont'eva ha una forma allungata di 13 km che si allarga a nord, dove ha una larghezza di 7 km, mentre a sud è di solo 1 km. Il rilievo dell'isola è composto da due catene montuose parallele con un'altezza di 80 m. A est e a nord-ovest vi sono delle zone paludose con piccoli corsi d'acqua. Le coste sono per lo più ripide e scoscese, alte fino a 22 m, digradano nella baia Opasnaja (бухта Опасная; in italiano "baia pericolosa") a est e nella baia Lagernaja (бухта Лагерная) a ovest.
Sull'isola ci sono boschi e la tipica vegetazione della regione: muschio, lichene ed erba bassa. Sono presenti l'orso polare, il cervo, il lupo, la volpe e piccoli roditori.

## Storia
Sono state ritrovate su Leont'eva ossa di mammut. 
Su una piccola penisola a nord è stata scoperta una costruzione in legno e pietra che indica l'arrivo di pionieri ancor prima della scoperta delle isole.
Come per le altre isole del gruppo, il primo europeo a registrarne e segnalarne l'esistenza fu l'esploratore cosacco Jakov Permjakov nel 1710. Nel 1769 i sottufficiali Ivan Leont'ev, Ivan Lysov e Aleksej Puškarëv che arrivarono alle Medvež'i su slitte trainate da cani, fecero una mappa abbastanza precisa delle isole; è con il loro nome che sono state battezzate le isole.